# Muscle
Le muscle est un organe contractile composé de tissu mou retrouvé chez les animaux. Il est composé de tissus musculaires et de tissus conjonctifs.
L'étude des muscles est la myologie.
Les cellules musculaires (composant le tissu musculaire) contiennent des filaments protéiques d'actine et de myosine qui glissent les uns sur les autres, produisant une contraction qui modifie à la fois la longueur et la forme de la cellule. Les muscles fonctionnent pour produire de la force et du mouvement. Ils sont principalement responsables du maintien et de l'évolution de la posture, de la locomotion, ainsi que du mouvement des organes internes, tels que la contraction du cœur et la circulation des aliments dans le système digestif par péristaltisme.
Les tissus musculaires dérivent du mésoderme (couche de cellules germinales embryologique) grâce à un processus connu sous le nom de la myogenèse. Il existe trois types de muscles : strié squelettique, strié cardiaque et lisse. Le cœur, les muscles de l'ouïe et les muscles lisses se contractent sans intervention de la pensée et sont qualifiés d'involontaires ; tandis que les muscles striés squelettiques se contractent eux sous la commande volontaire. Les fibres musculaires striés squelettiques sont divisés en deux catégories, celles à contraction rapide et celles à contraction lente.
Les muscles utilisent de l'énergie obtenue principalement par l'oxydation des graisses (lipides) et des hydrates de carbone (glucides) en condition aérobie, mais aussi par des réactions chimiques en condition anaérobie (notamment pour la contraction des fibres rapides). Ces réactions chimiques produisent de l'adénosine triphosphate (ATP), monnaie énergétique utilisée pour le mouvement des têtes de myosine.

## Étymologie

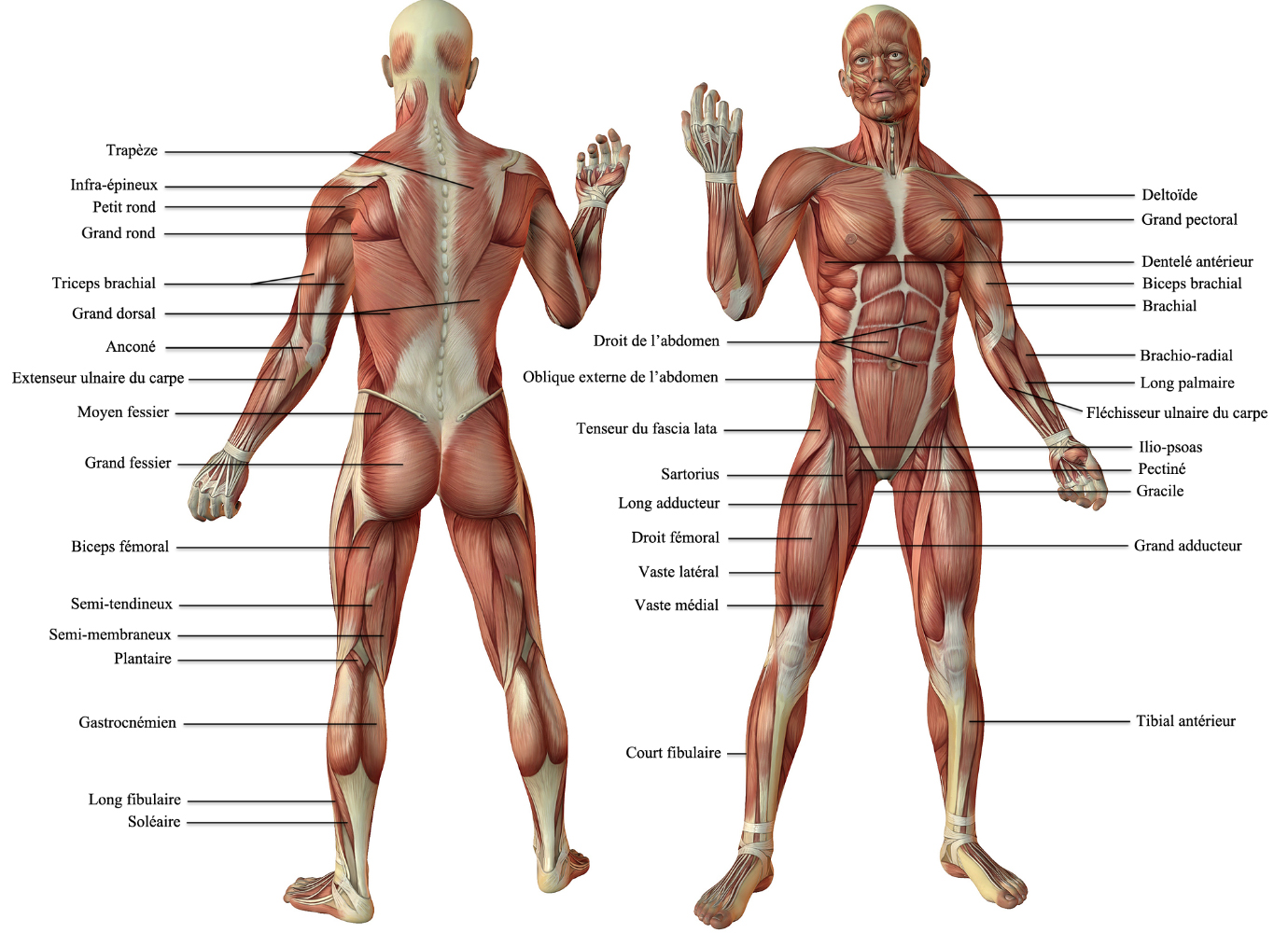
Vue antérieure et postérieure des muscles squelettiques superficiels du corps humain.

Animation montrant le rôle du triceps et du biceps dans le mouvement de l'avant-bras.

Le terme muscle dérive du latin musculus, signifiant « petite souris », dont l'origine provient soit de la forme de certains muscles, soit de leur contraction ressemblant à des souris se déplaçant sous la peau,.

## Tissu musculaire

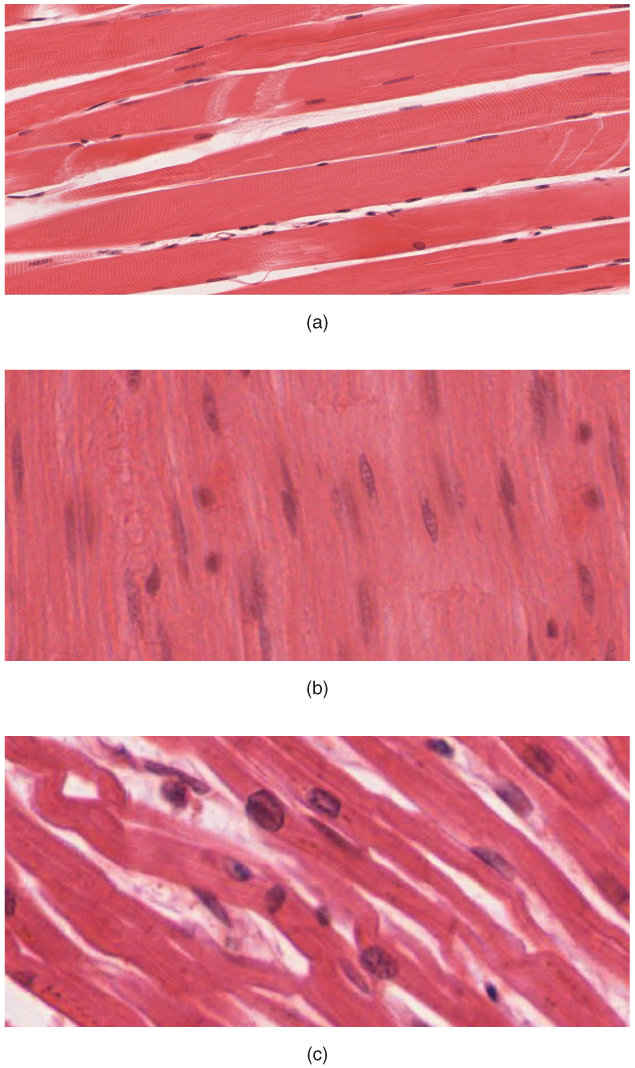
Le corps humain contient 3 types de tissu musculaire : (a) le muscle strié squelettique, (b) le muscle lisse, et (c) le muscle cardiaque (même grossissement).

Le tissu musculaire est l'un des quatre tissus fondamentaux présents chez les animaux (avec le tissu conjonctif, le tissu nerveux et le tissu épithélial). Il existe deux grands types de tissu musculaire reconnus chez les vertébrés : le muscle strié et le muscle lisse lié au type de myocytes qui le constitue.

### Muscle strié
Les muscles striés sont constitués de myocytes contenant des sarcomères leur donnant un aspect strié.
Parmi les muscles striés, on distingue les muscles squelettiques à innervation volontaire et le myocarde à innervation involontaire.

#### Muscle squelettique
Les muscles squelettiques constituent la partie active du système locomoteur.
Une partie de ces muscles sont ancrés aux os par des tendons permettant leur mobilisation contribuant ainsi à la locomotion et au maintien de la posture.
Une partie de ces muscles peuvent se fixer sur la face profonde de la peau constituant des muscles cutanés.
Une partie de ces muscles interviennent dans la mobilisation d'organes formant les muscles striés viscéraux comme les muscles de la langue, les muscles du pharynx et de la partie supérieure de l'œsophage.
Si le contrôle postural est généralement un réflexe inconscient, ces muscles dits posturaux réagissent à la volonté consciente, de façon semblable aux autres muscles squelettiques.
Les muscles squelettiques d'un adulte masculin composent 42 % de sa masse corporelle, contre 36 % pour une femme adulte.
La masse volumique des muscles squelettiques pour les mammifères est d'environ 1,06 kg/litre (la densité du tissu adipeux (graisse) est de 0,9196 kg/litre). Le tissu musculaire est 15 % plus dense que le tissu adipeux.
Le muscle squelettique est composé de différentes cellules :
- des rhabdomyocytes qui de très longues cellules polynucléaires formées par syncytium ;
- des myocytes extrafusaux constituant les fuseaux neuromusculaires jouant le rôle de mécanorécepteur ;
- des cellules satellites, cellules souches des myocytes, permettant la réparation de ces derniers.

Les myocytes du muscle squelettique sont divisées en deux grands types :
- les myocytes de type I, à contraction lente : ils sont densément reliés à des capillaires sanguins, sont très riche en mitochondries et en myoglobine (donne au tissu sa coloration rouge). Elle utilise donc beaucoup de dioxygène pour ses activités aérobiques (bêta-oxydation ou cycle de Krebs). Les fibres lentes se contractent pendant longtemps mais avec peu d'intensité (souvent présentes en grande quantité dans les muscles posturaux) ;
- les myocytes de type II, à contraction rapide : ils comprennent trois sous types (IIa, IIx, et IIb) qui varient en vitesse de contraction et en force générée. Ces fibres se contractent rapidement et intensément mais fatiguent très rapidement, notamment à cause de leur activité anaérobique. Elles constituent la majorité de la force musculaire et ont un potentiel de développement accru. Les types IIb sont anaérobiques, utilisent majoritairement la glycolyse, et apparaissent « blanches » car moins denses en mitochondries et myoglobine. Dans les animaux de petites tailles (rat, poulet) c'est la principale fibre musculaire expliquant la couleur pâle de leur chair (viande blanche).

#### Myocarde
Le myocarde est constitué de :
- cardiomyocytes, des cellules musculaires mononucléées non syncytiales (contrairement au rhabdomyocytes) ;
- cellules nodales, constituant le tissu nodal responsables du fonctionnement autonome du cœur.

Alors que les sarcomères dans les muscles squelettiques s'organisent en faisceaux parallèles, ceux du muscle cardiaque se connectent par des ramifications en X.

### Muscle lisse
Les muscles lisses sont situés dans les parois des organes creux (œsophage, estomac, intestins, bronches, utérus, urètre, vessie, vaisseaux sanguins) et les muscles érecteurs du poil. Contrairement au muscle squelettique, le muscle lisse n'est pas sous le contrôle volontaire.
Les cellules des muscles lisses se nomment léiomyocytes mais sont plus couramment désignées cellules musculaires lisses.

## Embryologie

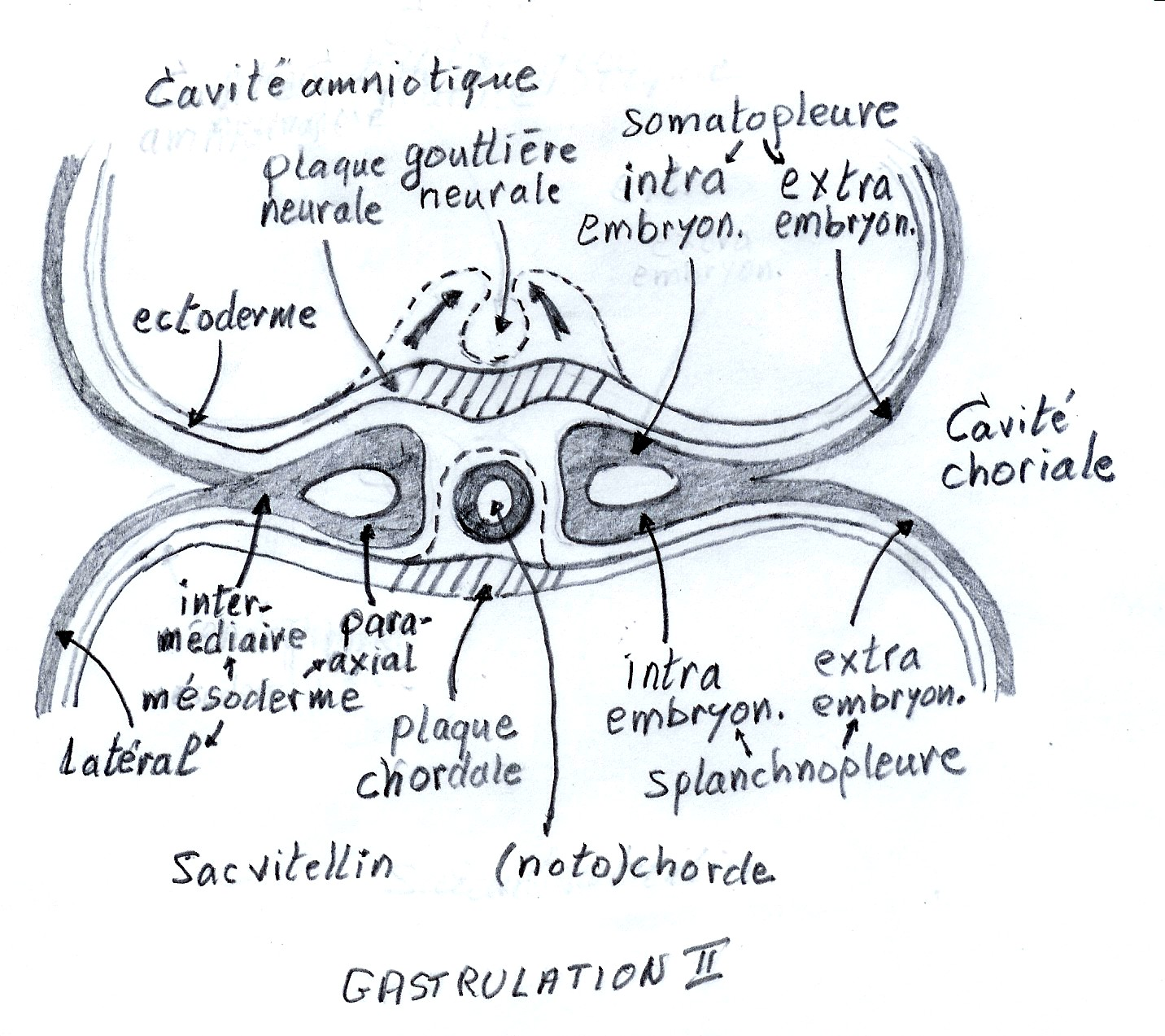
Période de la gastrulation montrant la mise en place de la chorde, du canal neural et de la différentiation du mésoderme embryonnaire. On identifie le mésoderme para-axial qui va donner les somites puis sclérotome, dermatome et myotome.

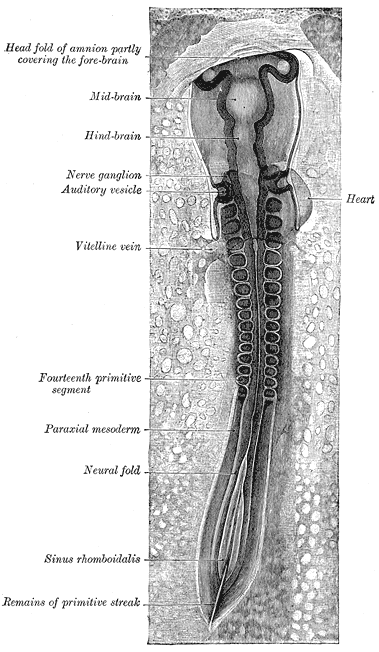
Un embryon de poulet, montrant le mésoderme paraxial des deux côtés de la crête neurale. La portion antérieure a commencé à former les somites.

Tous les muscles dérivent du mésoderme paraxial. Le mésoderme paraxial est divisé le long de l'embryon en somites, correspondant à un phénomène de segmentation du corps (retrouvé de façon plus évidente avec la colonne vertébrale). Chaque somite possède 3 sous-divisions, le sclérotome (qui forme les vertèbres), le dermatome (qui forme le derme cutané), et le myotome (qui forme les muscles). Le myotome est divisé en deux sections, l'épimère et hypomère, qui forment respectivement les domaines épaxiaux (ou paraxiaux) et hypaxiaux. Les domaines épaxiaux chez l'homme permettent la formation des muscles érecteurs du rachis et des petits muscles intervertébraux, et sont innervés par la ramification dorsale des nerfs spinaux. Tous les autres muscles proviennent des domaines hypaxiaux et sont inervés par la ramification ventrale des nerfs rachidiens (=nerfs spinaux).
Au cours du développement, les myoblastes (cellules progénitrices musculaires) peuvent rester dans les somites pour former les muscles associés à la colonne vertébrale (épaxial), ou bien migrer dans le corps pour former tous les autres muscles (hypaxial). La migration des myoblastes est précédée par la formation du tissu conjonctif, généralement issu du mésoderme latéral. Les myoblastes suivent des signaux chimiques pour rejoindre leur emplacement approprié, puis fusionnent pour former les cellules des musculaires squelettiques (formation par syncytium).

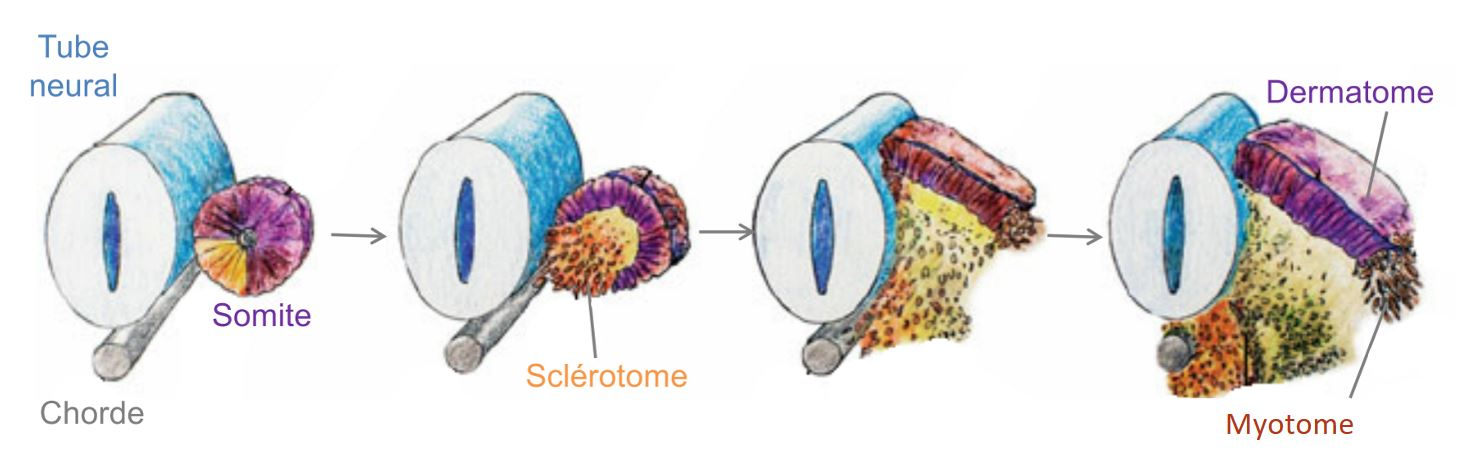
Différenciation des somites en dermatome, sclérotome et myotome.

### Description du muscle strié squelettique

#### Structure
Les muscles striés squelettiques (MSS) sont revêtus d'un tissu conjonctif (TC) dense appelé l'épimysium. L'épimysium ancre le tissu musculaire aux tendons, à chaque extrémité du muscle. Il protège également les muscles du frottement (contre d'autres muscles ou l'os). L'épimysium englobe de multiples faisceaux, contenant eux-mêmes 10 à 100 fibres musculaires. Les faisceaux sont eux recouverts de périmysium qui permet le passage des nerfs et de la circulation sanguine. Chaque fibre musculaire (correspondant aux cellules musculaires, le myocyte) est enfermée dans son propre TC, l'endomysium (TC lâche).
En résumé, le muscle est composé de fibres (cellules) qui sont groupées en faisceaux, qui sont eux-mêmes regroupés pour former le muscle. À chaque niveau de regroupement une membrane de collagène (tissu conjonctif) entoure le paquet. Notons que ces membranes sont liées au tissu musculaire par des complexes protéiques (dystrophine, costamères) et sont résistantes à l'étirement.
Pour finir, dispersés à travers le muscle on retrouve les fuseaux neuromusculaires (ou fibres intrafusales) qui fournissent de la rétroaction sensorielle pour système nerveux central (sensible au niveau d'étirement du muscle, rôle dans le réflexe myotatique).
Dans les cellules du muscle (ou fibres musculaires ou myofibre) on retrouve des myofibrilles, qui eux-mêmes sont des faisceaux de protéines filamenteuses (actine). Le terme « myofibrille » ne doit pas être confondu avec le terme « myofibre », qui est simplement un autre nom pour la cellule musculaire. Les myofibrilles sont une association complexe de filaments protéiques organisés en unités répétitives appelées sarcomères. L'aspect strié des muscles squelettiques et cardiaques résulte de la présence de ces sarcomères à l'intérieur des cellules. Bien que ces deux types de muscles contiennent des sarcomères, les fibres du muscle cardiaque sont généralement ramifiées pour former un réseau et interconnectées par des disques intercalés, donnant au tissu l'apparence d'un syncytium (ce n'en est pas un à proprement parler).
Les deux filaments caractéristiques du sarcomère sont l'actine et la myosine.

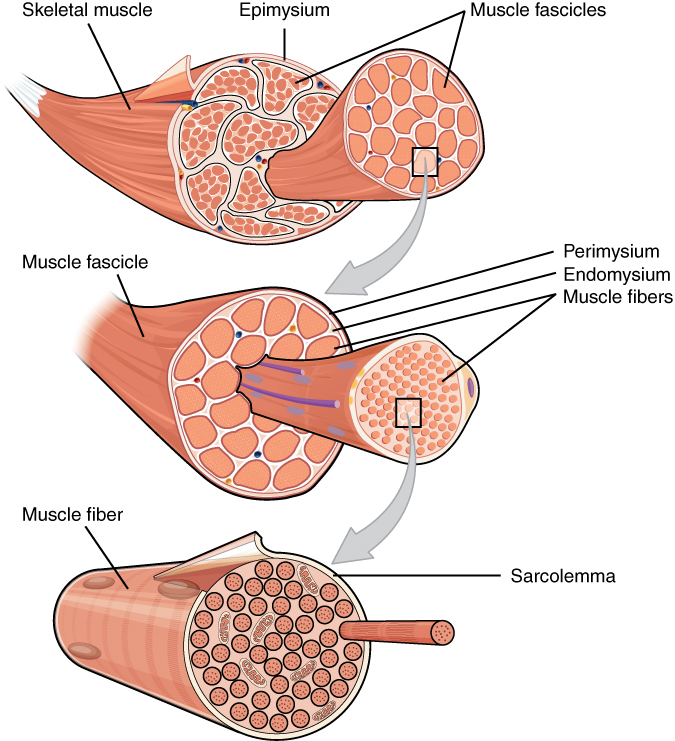
Anatomie d'un muscle squelettique. L'épimysium recouvre l'entièreté du muscle, le périmysium recouvre les faisceaux et l'endomysium recouvre les fibres musculaires (myofibre ou myocyte).

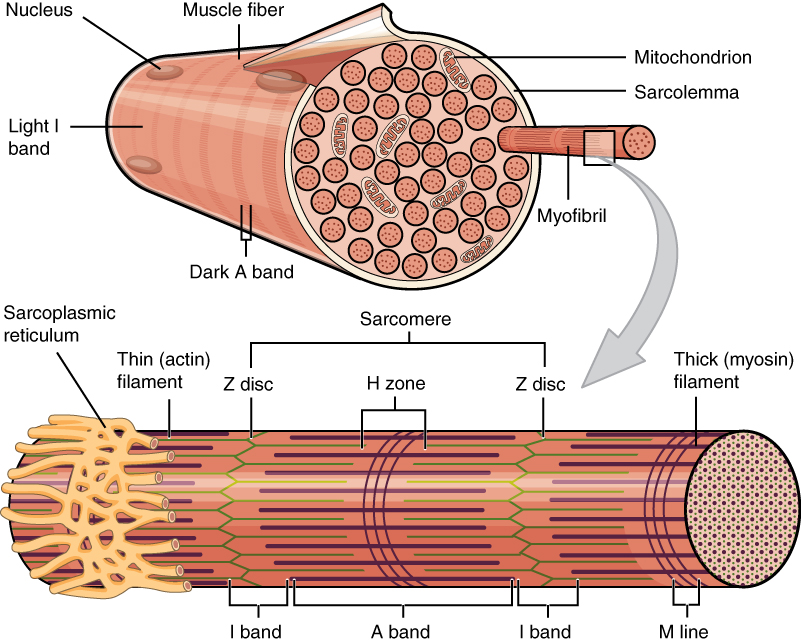
Une fibre musculaire squelettique entourée par une membrane plasmique appelée sarcolemme, contenant le sarcoplasme (=cytoplasme des cellules musculaires). Une fibre musculaire est composée de plusieurs fibrilles qui donnent à la cellule son aspect strié en microscopie optique.

#### Disposition en chef musculaire
Un muscle peut se diviser en plusieurs parties dites chef musculaire (pars musculi ou caput musculi) ou chef de muscle. Un chef musculaire est individualisé par ses insertions, avec parfois une innervation et une fonction spécifique. Les différents chefs d'un même muscle sont indépendants à leur insertion proximale (insérés en autant de tendons) pour se réunir et se fixer par un tendon commun à leur insertion distale.
Il existe des muscles de un à quatre chefs. Par exemple, le biceps brachial a deux chefs, le triceps sural a trois chefs, le quadriceps fémoral a quatre chefs.

## Physiologie

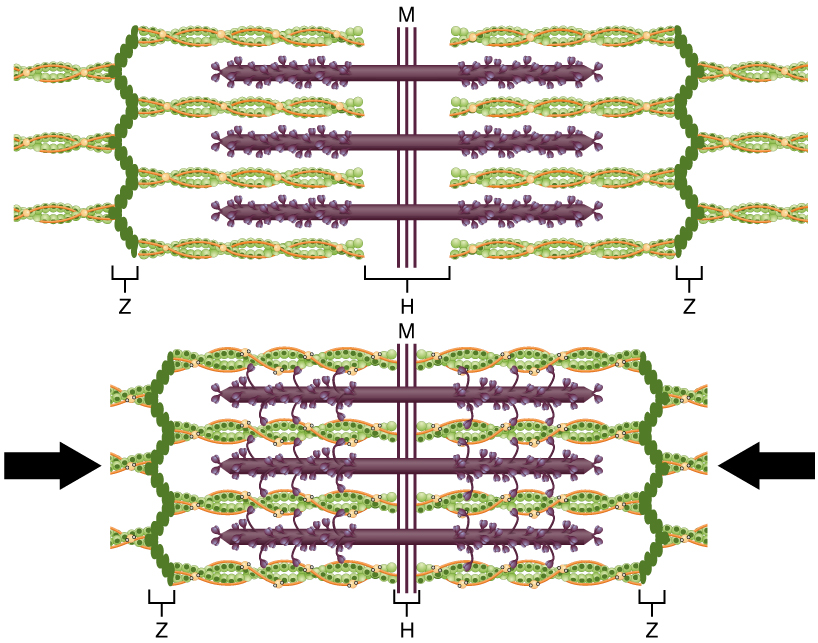
Lorsqu'un sarcomère se contracte, la ligne Z se rapproche du centre, et la bande I se raccourcit. La bande A ne varie pas en longueur. Pendant une contraction maximale, les filaments minces et épais se chevauchent.

Animation illustrant le mouvement des filaments d'actines (rouge) par rapport à la myosine (rose) dans un sarcomère.

Les trois types de muscle (squelettiques, cardiaques et lisses) comportent d'importantes différences. Toutefois, tous trois utilisent le mouvement des fibres d'actine associées à de la myosine afin de créer une contraction. Dans le muscle squelettique, la contraction est stimulée par des potentiels d'actions transmis par des nerfs particuliers, les motoneurones (nerfs moteurs). Les muscles cardiaques et lisses ont leur contraction stimulée par des cellules stimulatrices internes à l'organe (se contractant spontanément de façon régulière), et avec une propagation de l'ordre de contraction de proche en proche (canaux ioniques entre cellules). Tous les muscles squelettiques et beaucoup de muscles lisses ont leur contraction régulée par un neurotransmetteur : l'acétylcholine.

### Fonction

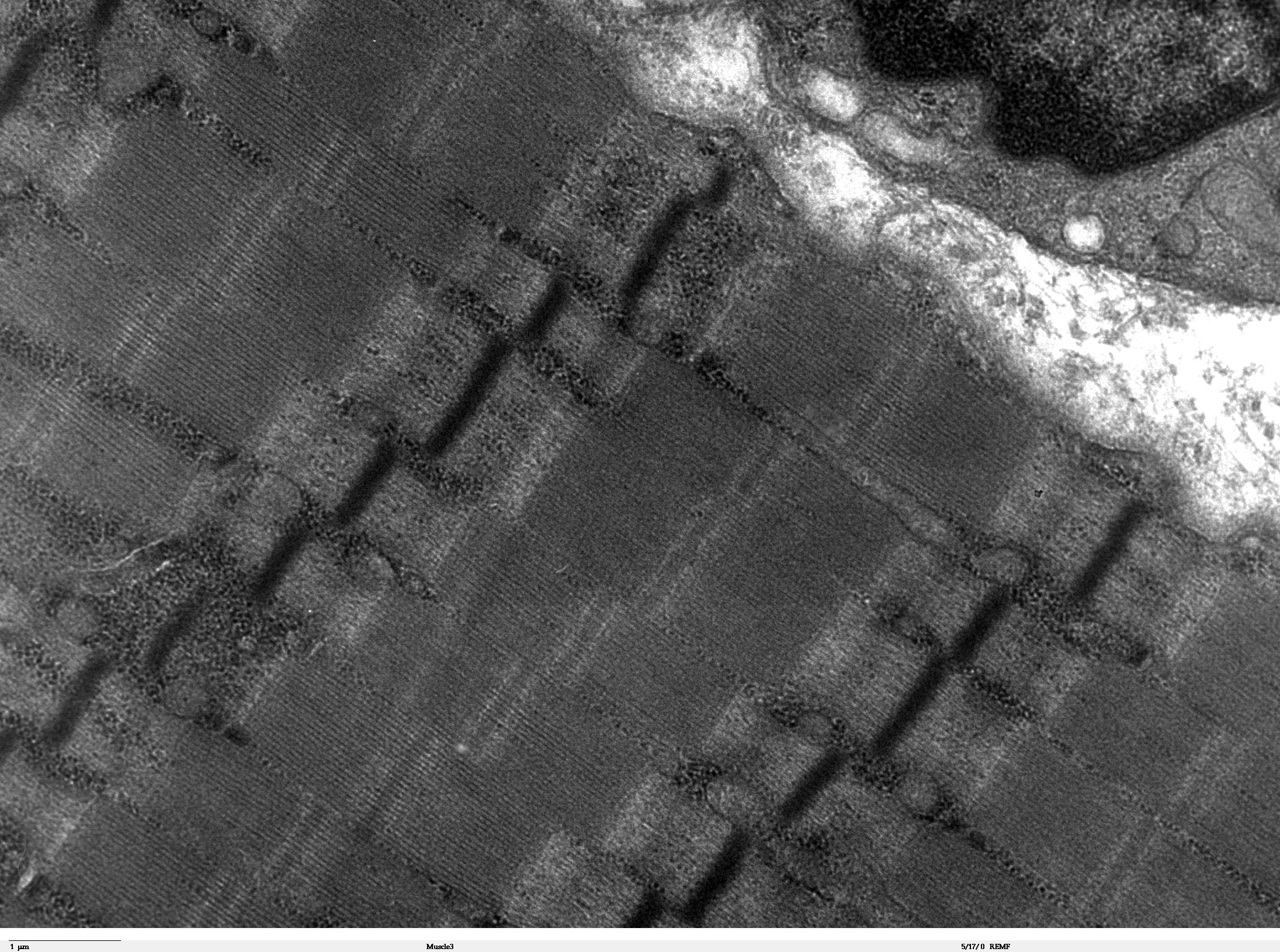
Coupe de muscle squelettique humain, on distingue les successions de sarcomères responsable du raccourcissement de la cellule.

L'action qu'un muscle génère est déterminée par sa localisation et celle de ses insertions. La section transversale d'un muscle (plus que sa longueur) détermine la quantité de force qu'il peut générer en définissant le nombre de sarcomères qui peuvent fonctionner en parallèle. Chaque muscle squelettique contient de longues unités appelées myofibrilles, et chaque myofibrille est une chaîne de sarcomères. Puisque la contraction se produit en même temps pour tous les sarcomères connectés, ces chaînes de sarcomères raccourcissent ensemble, et ce raccourcissement de la fibre musculaire entraîne un changement de longueur de la myofibrille.

### La consommation énergétique

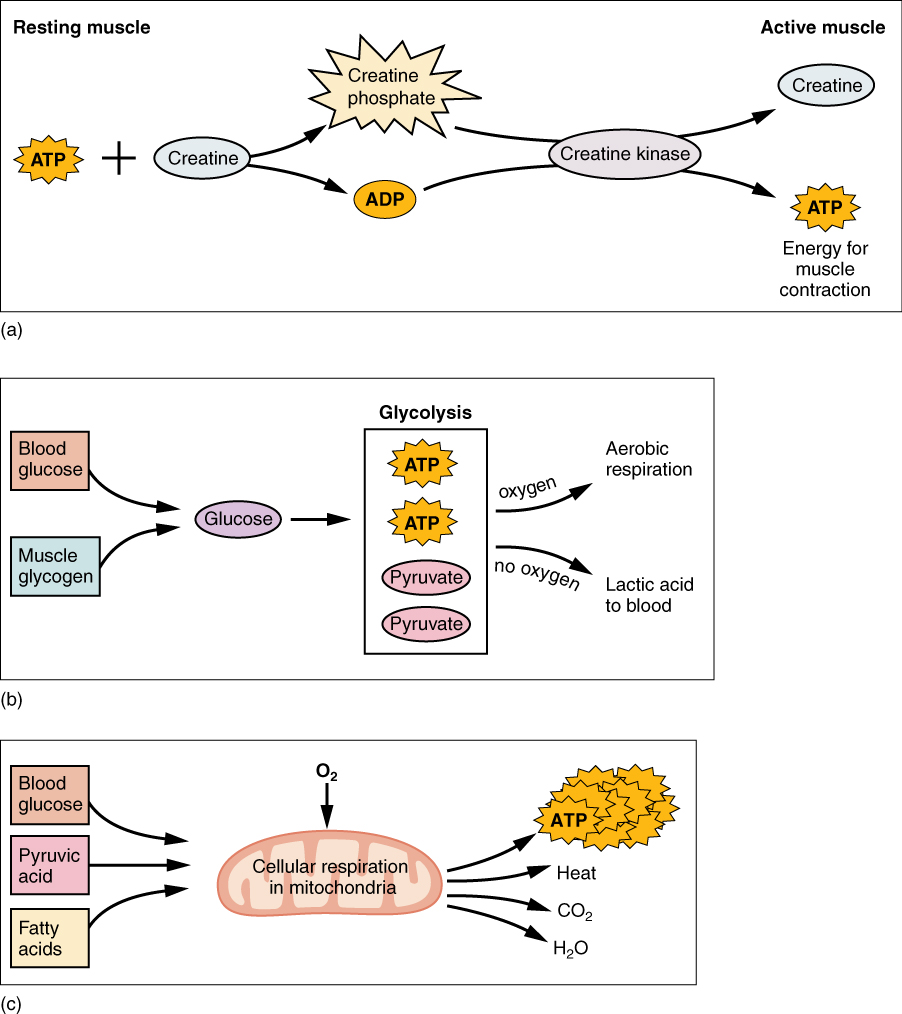
(a) Une partie de l'ATP est stockée dans le muscle sous forme de phosphocréatine. Quand la contraction commence, il l'utilise pendant les quelques premières secondes. (b) Chaque molécule de glucose produit deux ATP, et deux pyruvates qui peuvent être utilisés dans la respiration aérobie (cycle de Krebs) ; ou convertis en acide lactique en anaérobie (pas de 02), contribuant à la fatigue musculaire (au cours d'un exercice intense) (c) La respiration aérobie est la dégradation du glucose en présence d'oxygène (02) pour produire du CO2, de l'eau et de l'ATP. Environ 95 % de l'ATP nécessaire à la contraction du muscle est fournie par la respiration aérobie et qui a lieu dans les mitochondries.

L'activité musculaire consomme la majeure partie de l'énergie (sans oublier que le cerveau compte lui pour 1/3). Toutes les cellules musculaires produisent de l'adénosine triphosphate (ATP), ces molécules énergétiques sont utilisées pour le mouvement des têtes de myosine. Les muscles peuvent stocker de l'énergie pour une utilisation rapide sous la forme de phosphocréatine (qui est générée à partir d'ATP et qui peut régénérer cet ATP si nécessaire grâce à la créatine kinase). Les muscles peuvent aussi stocker du glucose sous forme de glycogène (comme le foie). Ce glycogène peut être rapidement converti en glucose pour poursuivre les contractions musculaires. Au sein du muscle à contraction volontaire (muscles squelettiques), la molécule de glucose peut être métabolisée par voie anaérobie dans un processus appelé la glycolyse qui produit 2 ATP et 2 acides lactiques (à noter que dans des conditions aérobies, le lactate n'est pas formé ; au lieu on produit de l'acétyl-CoA servant de cofacteur pour le cycle de Krebs). Chez les sportifs de haut niveau, les cellules musculaires contiennent également des globules de graisse à proximité, utilisés pendant l'exercice aérobie. La production d'énergie dans des conditions aérobie prend plus de temps et nécessite beaucoup d'étapes biochimiques, mais en contrepartie produit beaucoup plus d'ATP que la glycolyse anaérobie. Le muscle cardiaque peut facilement utiliser l'un des trois macronutriments (protéine, glucose et lipide) en aérobie rapidement et avec un rendement d'ATP maximal. Le cœur, le foie et les globules rouges peuvent réutiliser l'acide lactique (produit par les muscles squelettiques pendant l'exercice physique intense) dans leur propre métabolisme.
Au repos, le muscle squelettique consomme 54,4 kJ/kg (13,0 kcal/kg) par jour. Ces valeurs sont bien supérieures au tissu adipeux 18,8 kJ/kg (de 4,5 kcal/kg) et à l'os 9,6 kJ/kg (2,3 kcal/kg).

### Croissance
Le processus exact de la croissance des muscles n'est pas entièrement compris.
Cependant les théories dominantes prétendent qu'une activité musculaire trop importante déchire les fibres musculaires qui lors de leur réparation se prévalent d'un dommage par une forme de croissance.

## Maladies

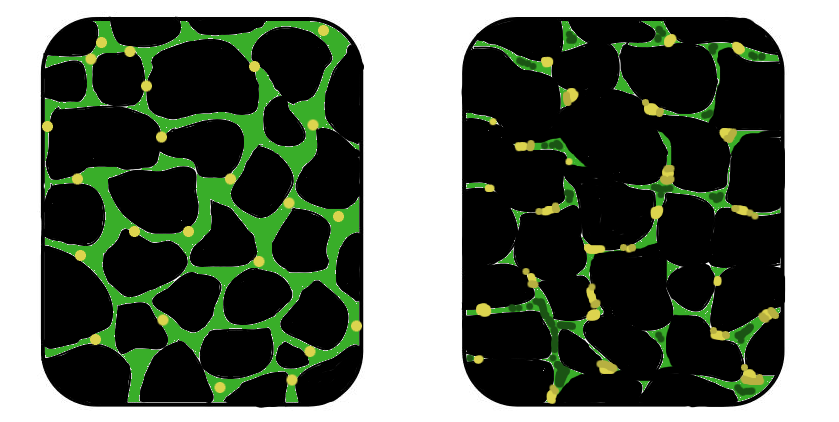
Dans la dystrophie musculaire de Duchenne, les tissus affectés deviennent désorganisés et la concentration en dystrophine (vert) est considérablement réduite.

Les maladies neuromusculaires (regroupant toutes les maladies) sont celles qui affectent les muscles et/ou leur contrôle nerveux. En général, les problèmes nerveux peuvent causer des spasmes ou une paralysie (mortelle si elle touche un muscle respiratoire). Une grande proportion de troubles neurologiques, allant de l'accident vasculaire cérébral (AVC) à la maladie de Parkinson en passant par celle de Creutzfeldt–Jakob, peuvent conduire à des problèmes du mouvement ou de coordination motrice.
Les symptômes de maladie musculaire peuvent inclure une faiblesse musculaire, la spasticité, des myoclonies et des myalgies. Les procédures pour diagnostiquer ces maladies sont les tests de niveau de créatine kinase dans le sang et l'électromyographie (mesure de l'activité électrique dans les muscles). Dans certains cas, une biopsie musculaire peut être faite pour identifier la myopathie, ainsi que les tests génétiques pour identifier les anomalies de l'ADN associées à ces myopathies et ces dystrophies.
Une élastographie non invasive permet de mesurer le « bruit » du muscle pour surveiller une maladie neuromusculaire. Le son produit par le muscle provient du raccourcissement des myofibrilles le long de l'axe du muscle. Au cours de la contraction le muscle se raccourcit, produisant des vibrations à la surface de ce dernier.
En France le Téléthon permet de recueillir des fonds sur la base des dons pour la recherche sur les myopathies.

## Anatomie chez l'Homme

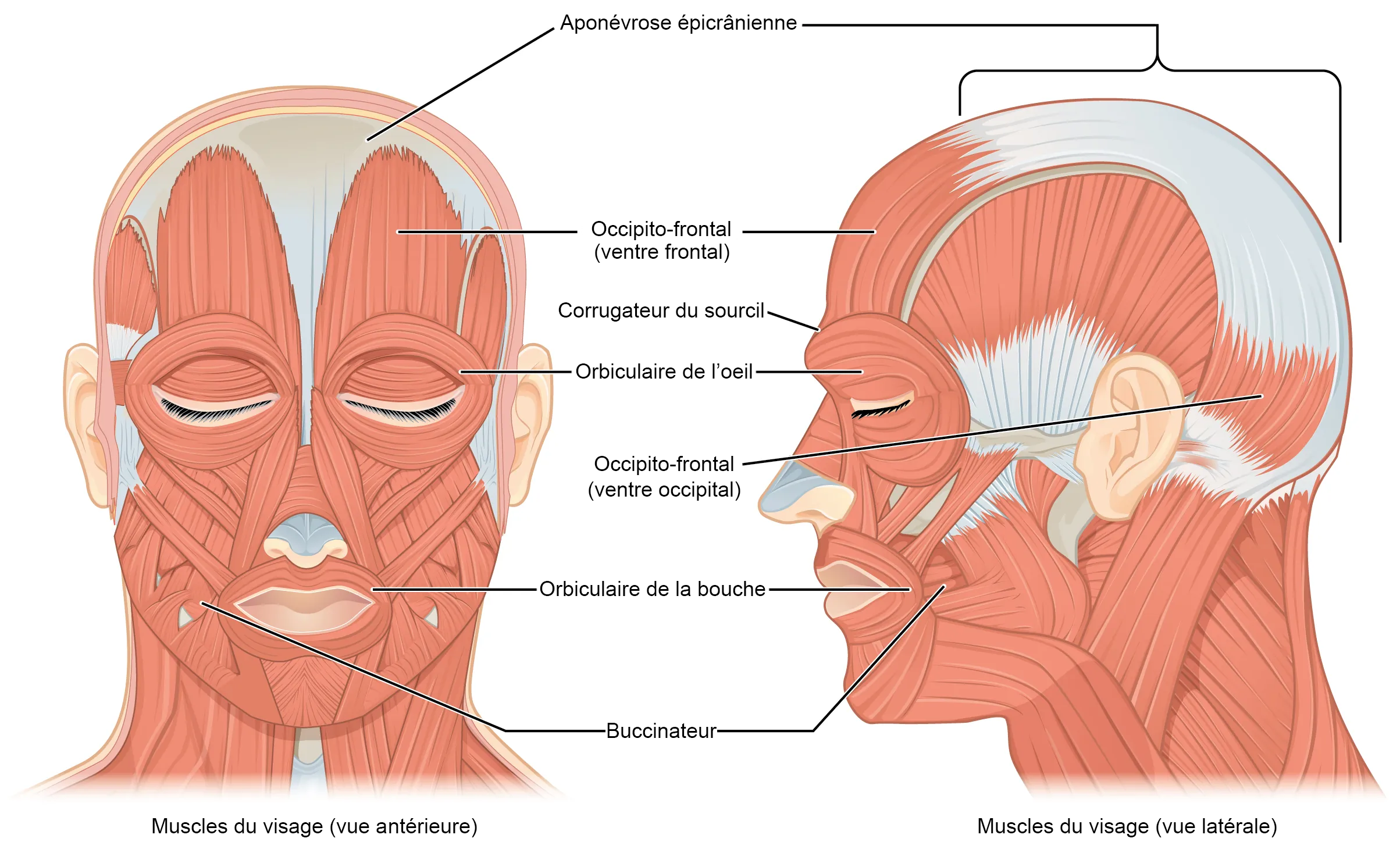
Muscles faciaux.
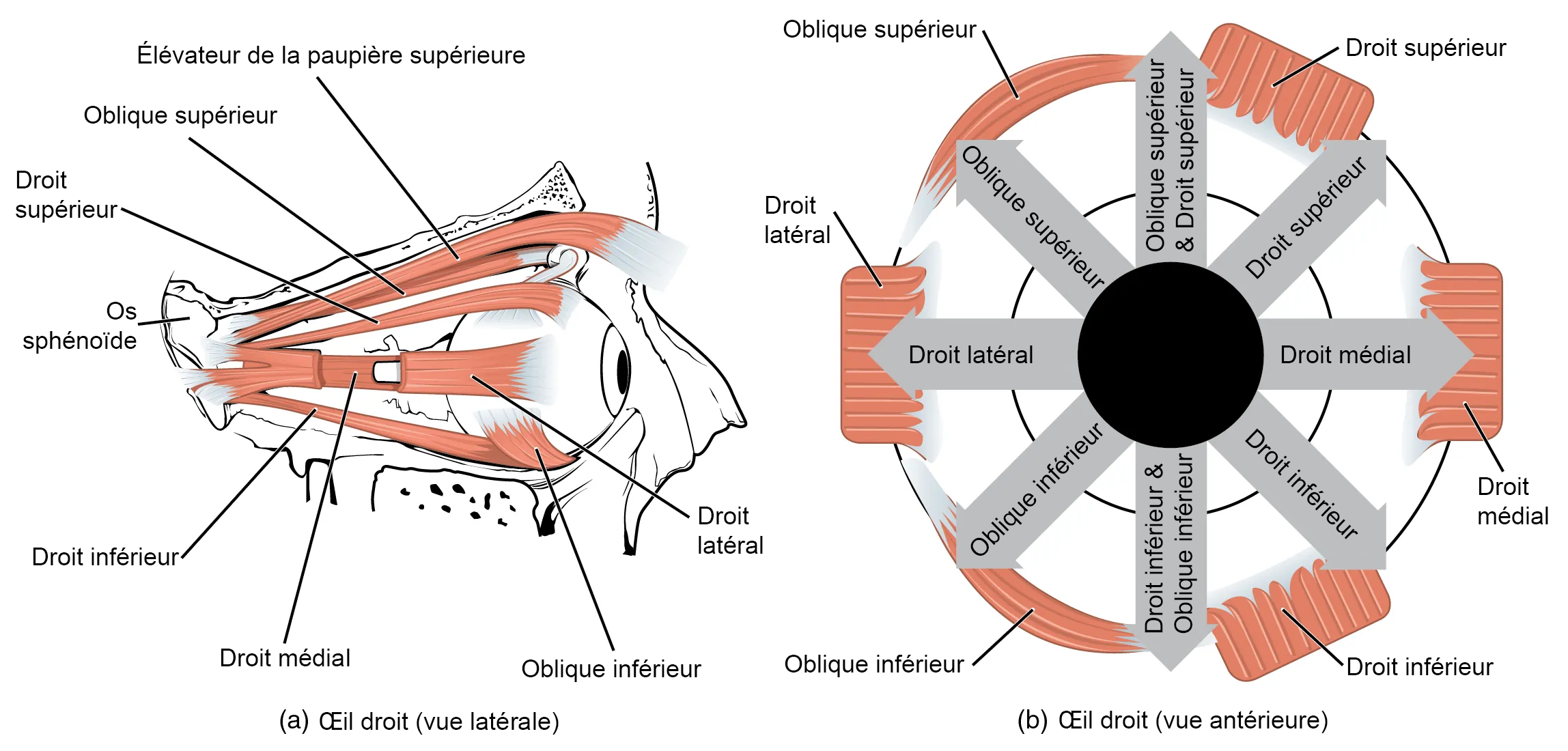
Muscles des yeux.
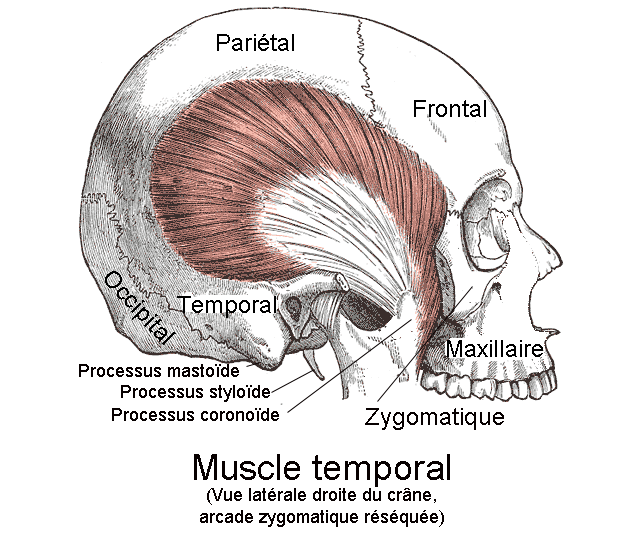
Muscle temporal droit.
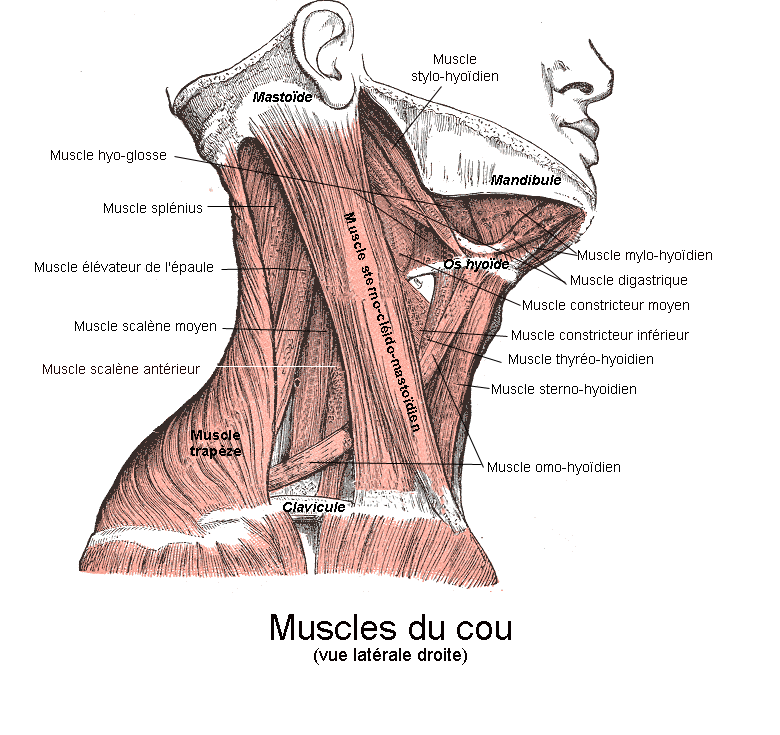
Muscles du cou (vue latérale).
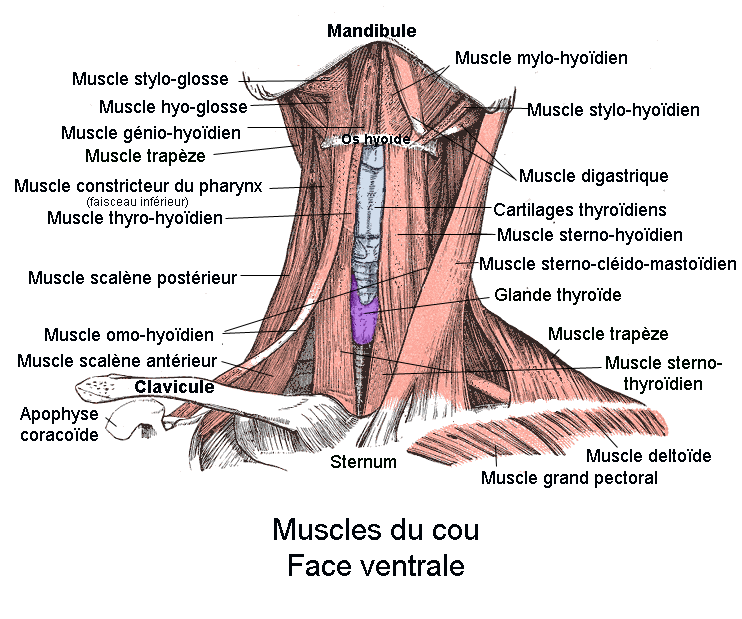
Muscle du cou (vue ventrale).
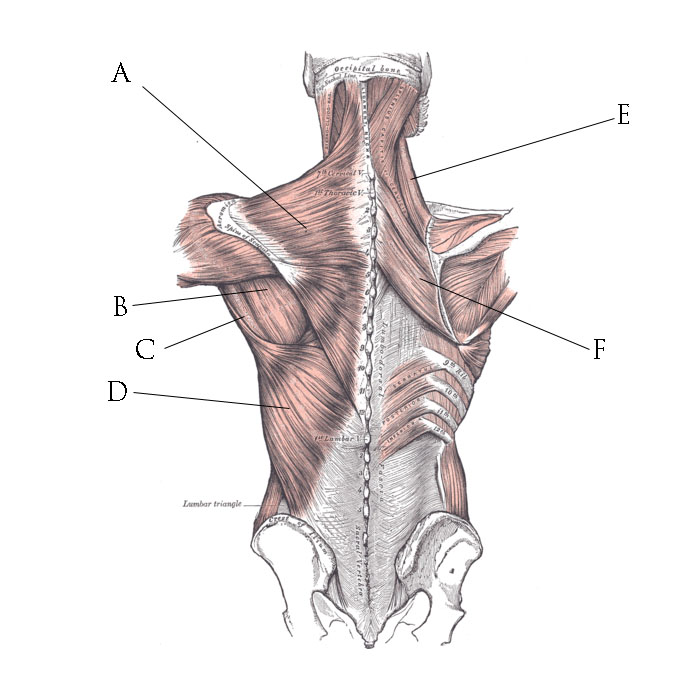
Muscles du dos (voir description de l'image pour la légende).
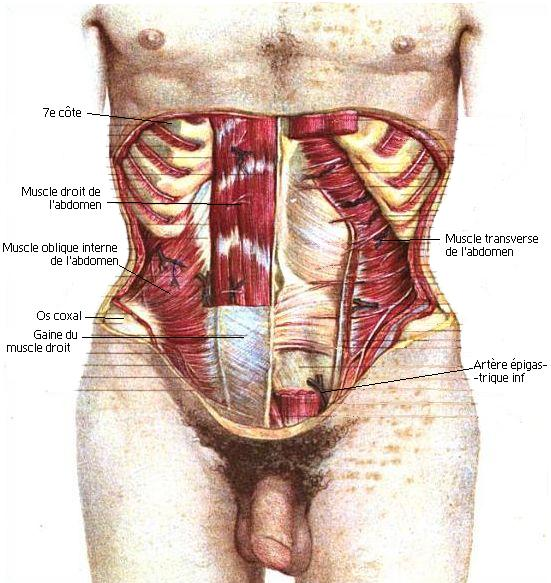
Muscles de l'abdomen (antérieur).
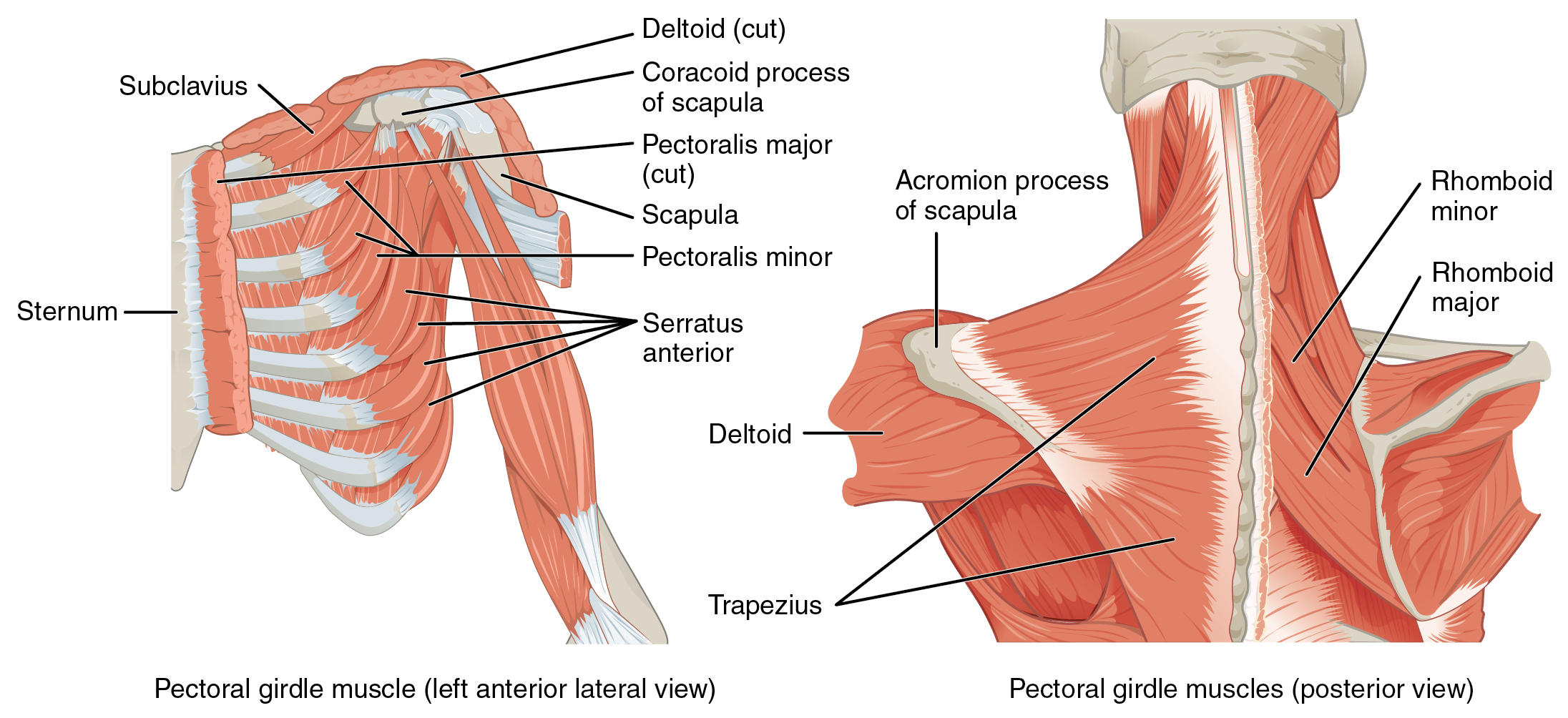
Muscles profonds bras (anglais).
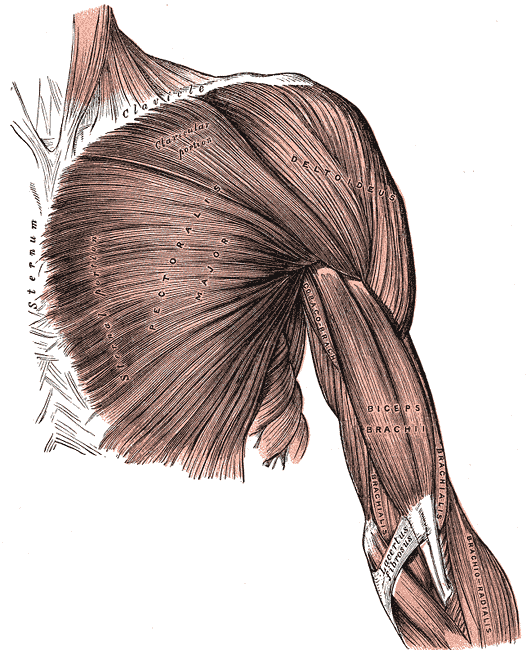
Muscles pectoraux et du bras superficiels.
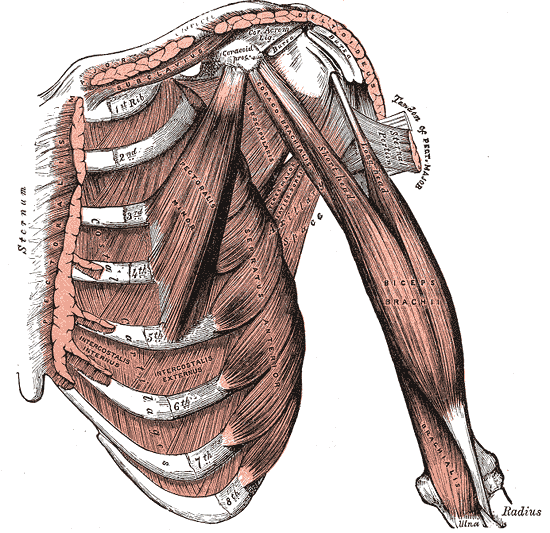
Muscles pectoraux et du bras profonds.
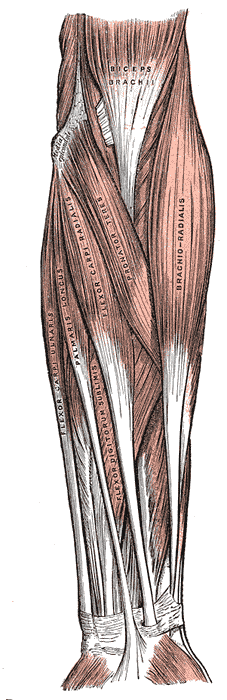
Muscles du bras superficiels (antérieur).
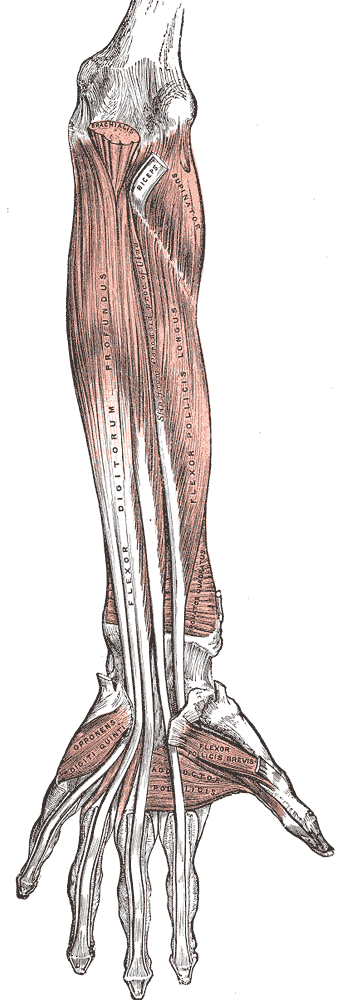
Muscles du bras profonds (antérieur).
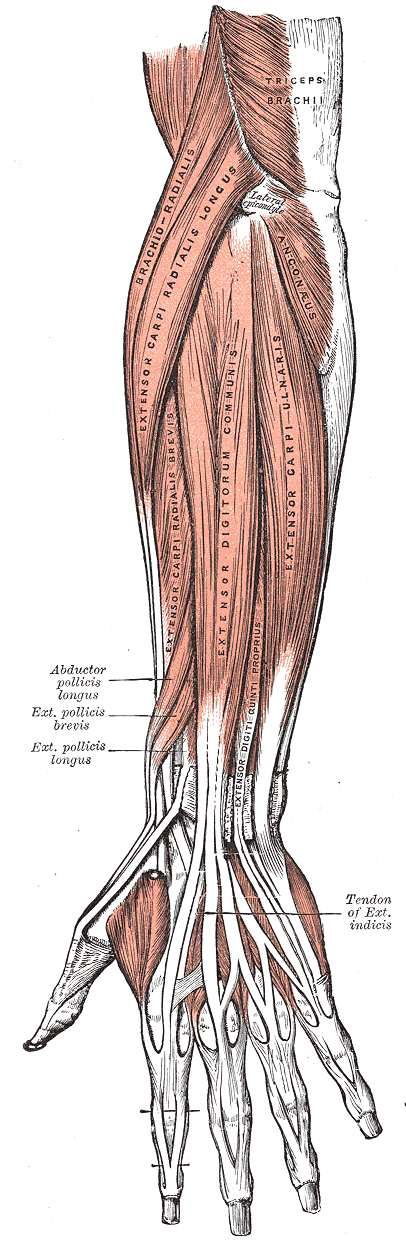
Muscles du bras superficiels (postérieur).
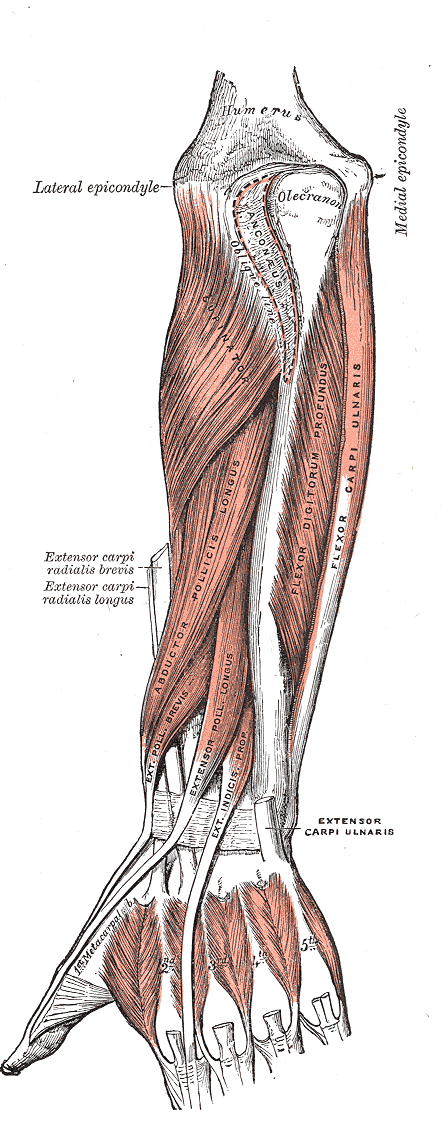
Muscles du bras profonds (postérieur).
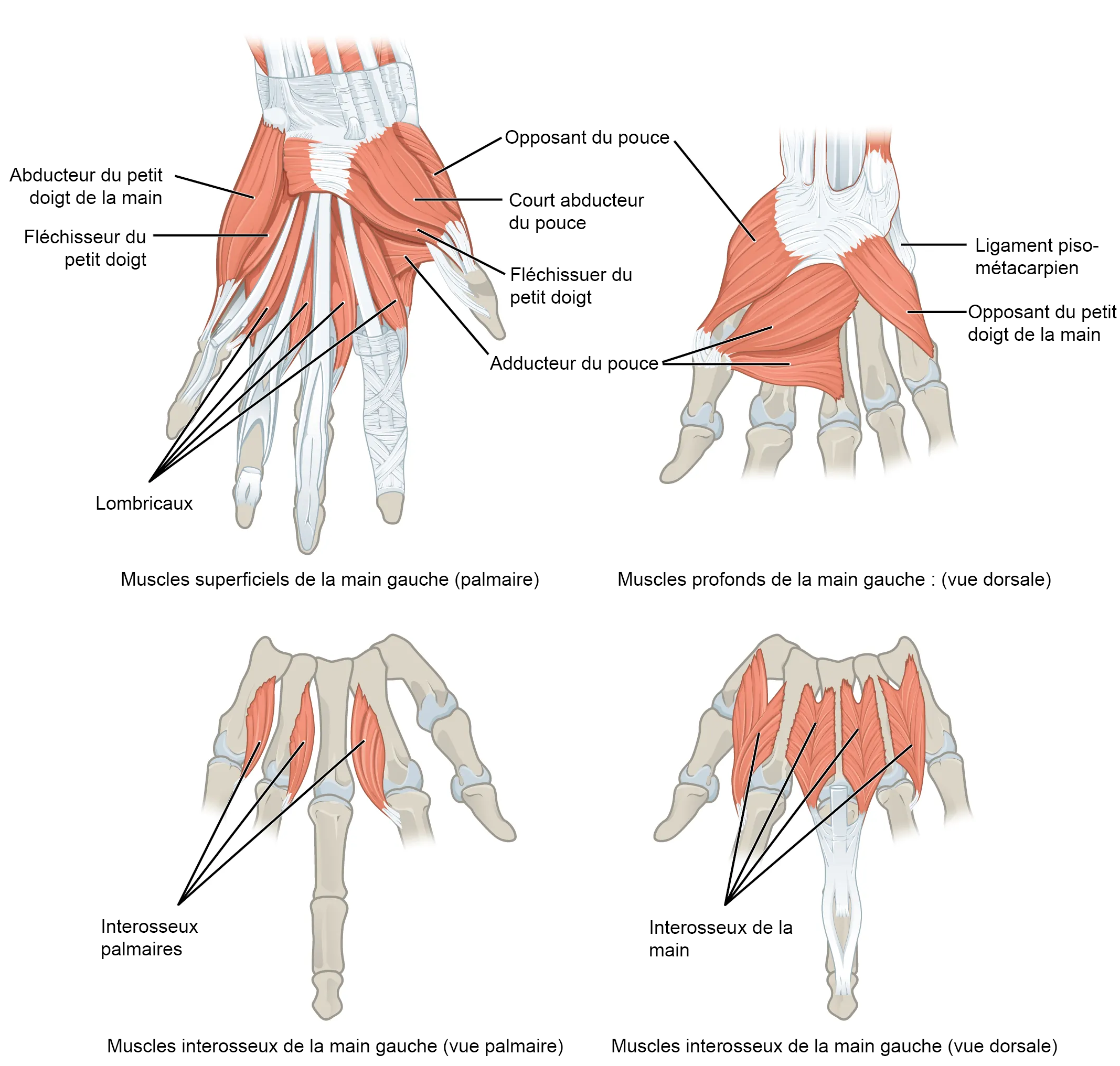
Muscles de la main palmaire.
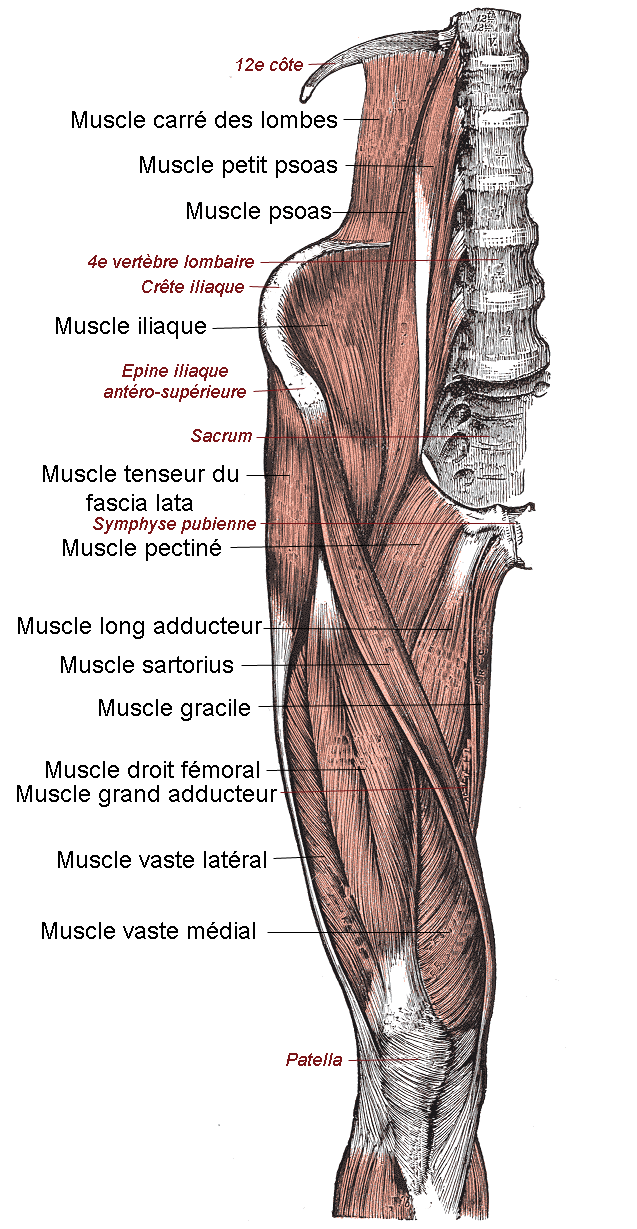
Muscles de la cuisse (antérieur).
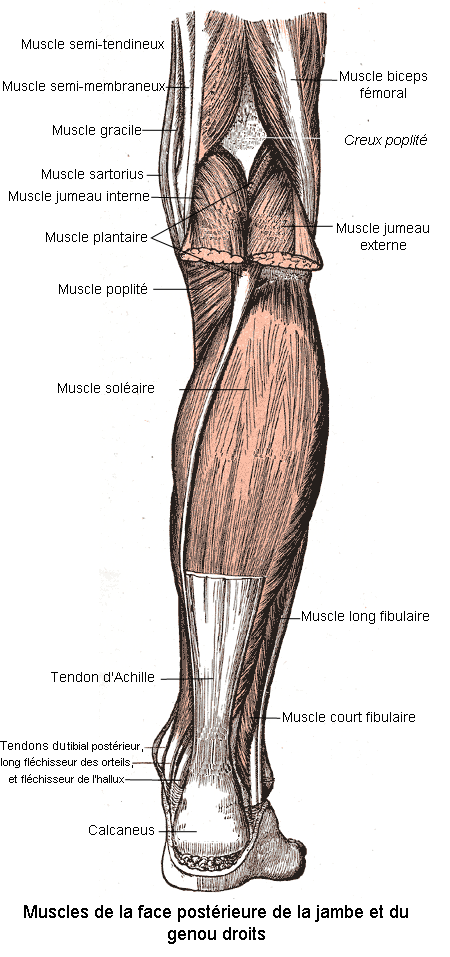
Muscles de la jambe et du genou (postérieur).
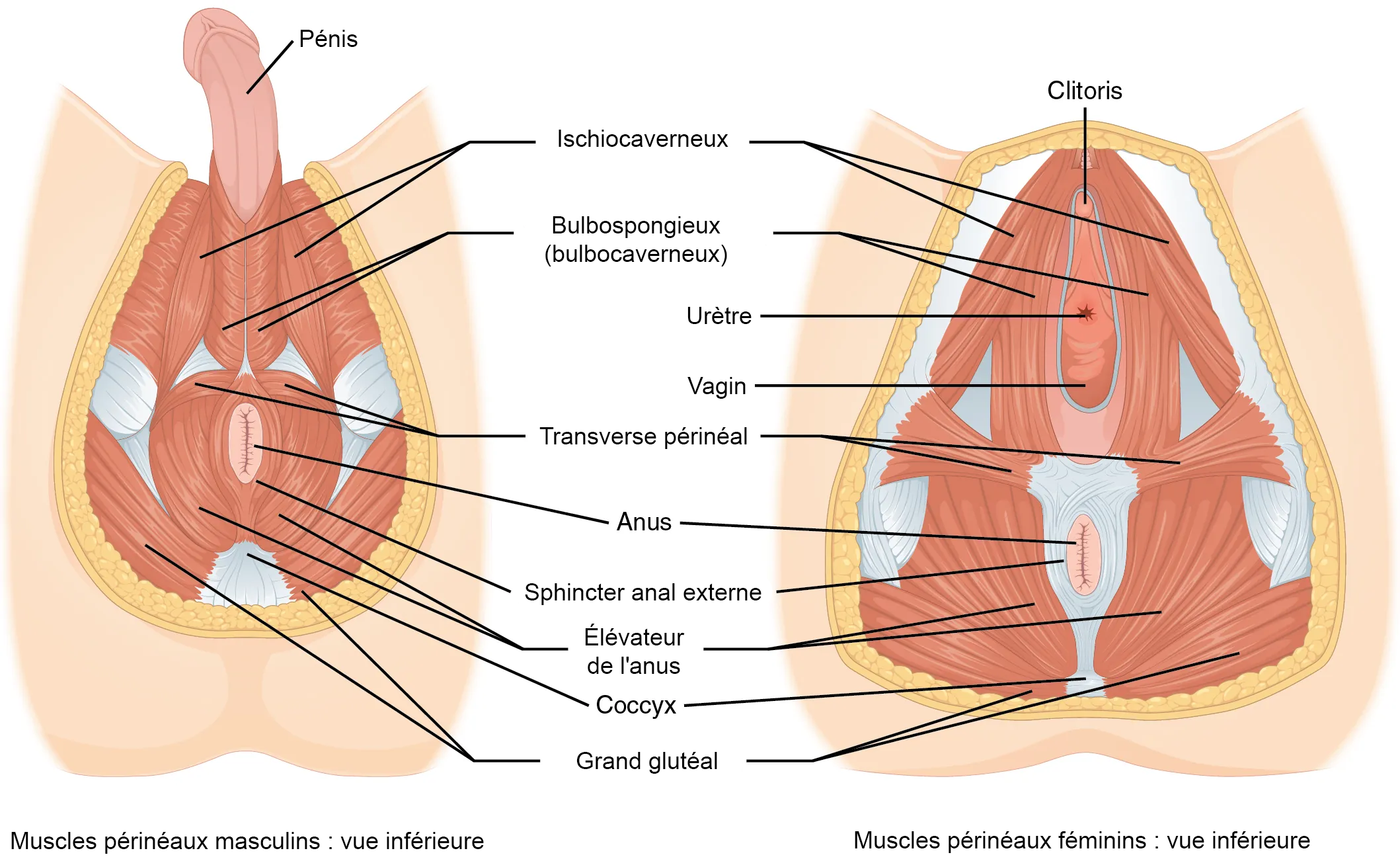
Muscles dans la région du périnée.

## Anatomie dans le règne animal

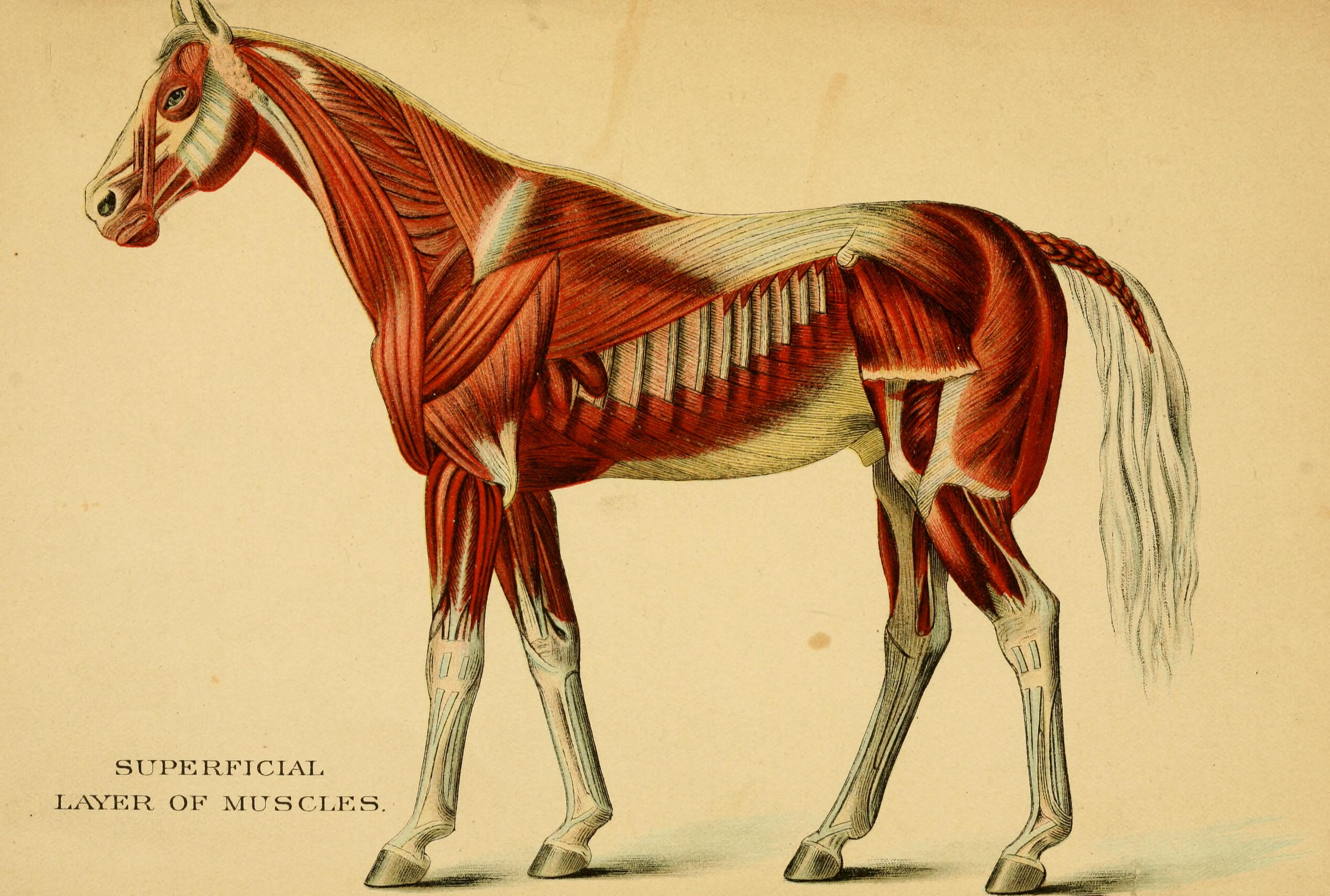
Muscles et ligaments chez le cheval.
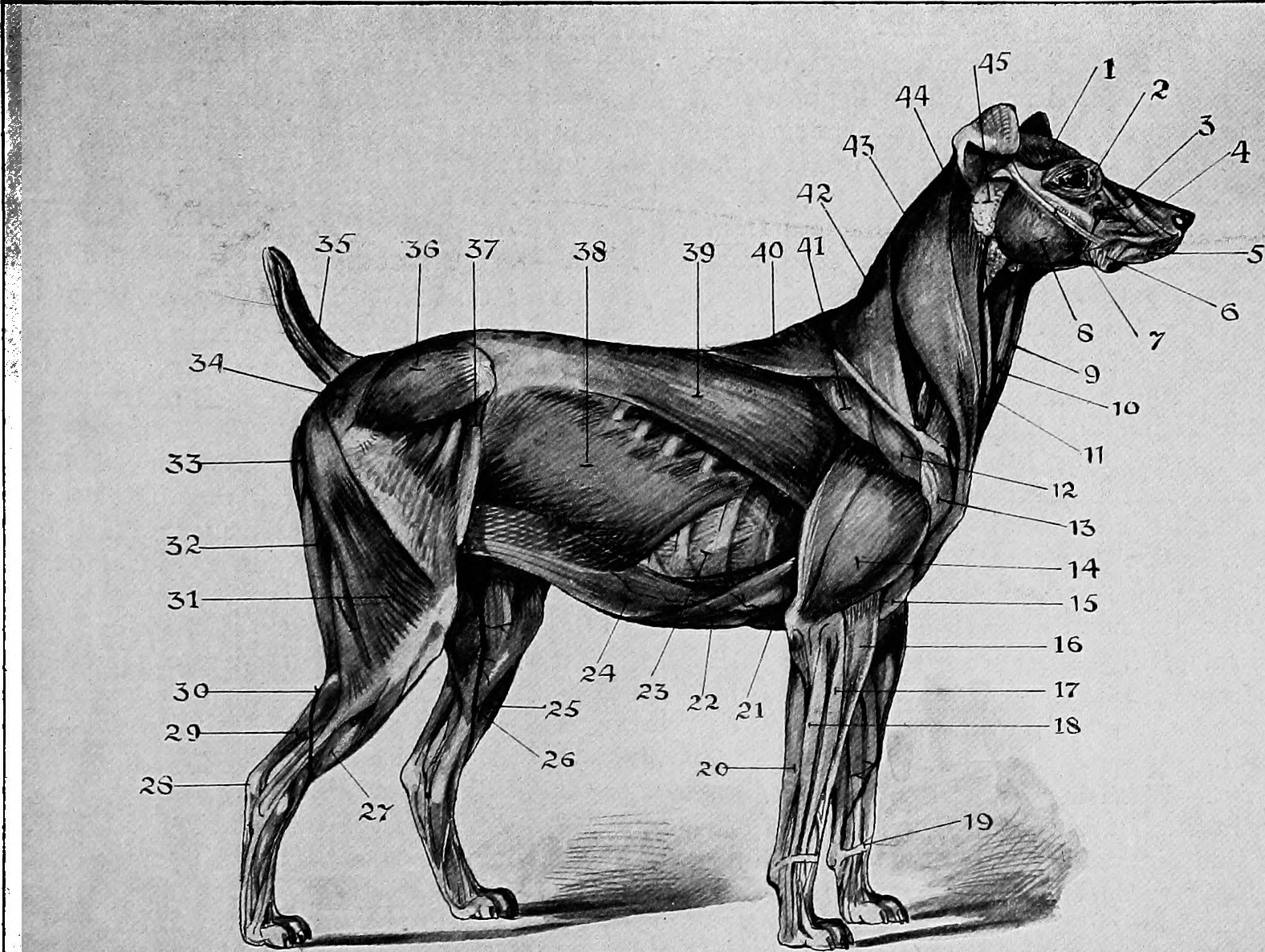
Muscles chez le chien (voir la description de l'image pour la légende).
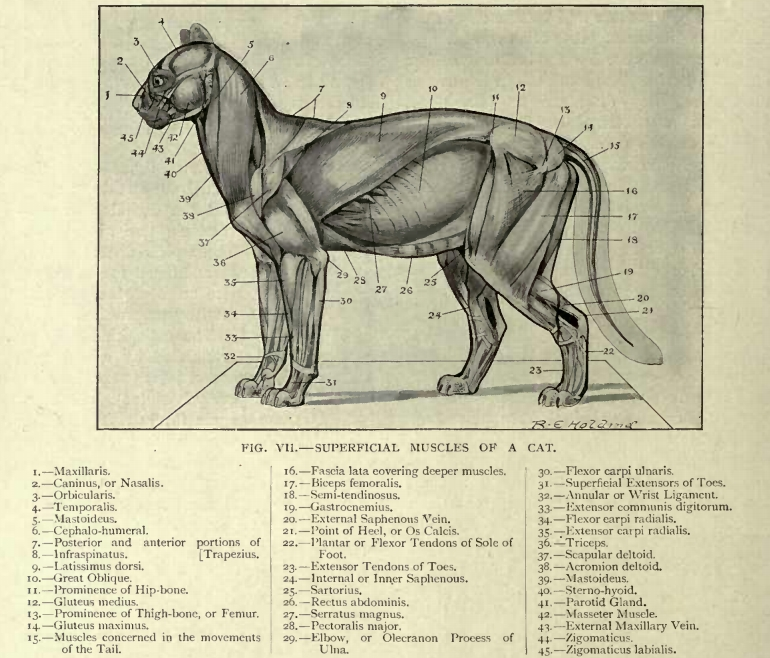
Muscles chez le chat.